# Championnat du Monténégro de football 2017-2018
Navigation
Saison 2016-2017 Saison 2018-2019
La saison 2017-2018 de Prva Crnogoska Liga est la douzième édition de la première division monténégrine. Lors de celle-ci, le FK Budućnost Podgorica tente de conserver son titre de champion face aux neuf meilleurs clubs monténégrins lors d'une série de matchs se déroulant sur toute l'année, chaque équipe affrontant à quatre reprises ses adversaires. En fin de saison, le dernier du classement est relégué et remplacé par le champion de deuxième division alors que les clubs classés 8e et 9e doivent disputer un barrage de promotion-relégation face aux 2e et 3e de D2.
Par rapport à la saison passée le championnat a été réduit à 10 clubs.
Trois places sont qualificatives pour les compétitions européennes, la quatrième place étant attribuée au vainqueur de la Coupe du Monténégro de football 2017-2018. À l'issue de la saison, le champion, le FK Sutjeska Nikšić se qualifiera pour le 1er tour de qualification des champions de la Ligue des champions 2018-2019.

## Équipes participantes
Légende des couleurs
- Ligue des champions 2017-2018
- Ligue Europa 2017-2018
- Promu de Druge Liga 2016-2017

| Club                   | Classement 2016-2017 | Ville            | Entraineur          | Stade                   | Capacité | Site internet |
| ---------------------- | -------------------- | ---------------- | ------------------- | ----------------------- | -------- | ------------- |
| FK Budućnost Podgorica | Champion             | Podgorica        | Dragan Kažić        | Stadion pod Goricom     | 17,000   | Site officiel |
| FK Zeta Golubovci      | 2e                   | Golubovci        | Dejan Roganović     | Stadion Trešnjica       | 4,000    | Site officiel |
| FK Mladost Podgorica   | 3e                   | Podgorica        | Dejan Vukićević     | Stadion FK Mladost      | 2,000    | Site officiel |
| FK Sutjeska Nikšić     | 4e                   | Nikšić           | Nikola Rakojević    | Stadion kraj Bistrice   | 5,000    | Site officiel |
| FK Dečić Tuzi          | 5e                   | Tuzi             | Mirko Marić         | Stadion Tuško polje     | 3,000    | Site officiel |
| FK Iskra Danilovgrad   | 6e                   | Danilovgrad      | Jovan Stanković     | Stadion Braća Velašević | 2,500    |               |
| FK Grbalj Radanovići   | 7e                   | Radanovići       | Dragan Radojičić    | Stadion Donja Sutvara   | 1,500    | Site officiel |
| FK Rudar Pljevlja      | 8e                   | Pljevlja         | Radislav Dragićević | Stadion pod Golubinjom  | 5,000    | Site officiel |
| OFK Petrovac           | 9e                   | Petrovac na Moru | Rudolf Marčić       | Stadion pod Malim brdom | 1,600    | Site officiel |
| FK Kom                 | 1er D2               | Podgorica        | Veselin Stešević    | Stadion Zlatica         | 3,000    | -             |

## Compétition

### Format
Chacune des dix équipes participant au championnat s'affronte à quatre reprises pour un total de trente-six matchs chacune. L'équipe terminant dixième est directement reléguée en Druge Liga 2018-2019 tandis que les équipes terminant au huitième et neuvième rang jouent un match de barrage promotion-relégation contre le deuxième et troisième de deuxième division.

### Classement
Les équipes sont classées selon leur nombre de points, lesquels sont répartis comme suit : trois points pour une victoire, un point pour un match nul et zéro point pour une défaite. Pour départager les égalités, les critères suivants sont utilisés :
1. Points obtenus en confrontations directes
2. Différence de buts en confrontations directes
3. Nombre de buts marqués en confrontations directes
4. Nombre de buts marqués à l'extérieur en confrontations directes
5. Différence de buts générale
6. Nombre total de buts marqués
7. Tirage au sort.

| \| Rang \| Équipe \| Pts \| J \| G \| N \| P \| Bp \| Bc \| Diff \| \| ---- \| ------------------------ \| --- \| -- \| -- \| -- \| -- \| -- \| -- \| ---- \| \| 1 \| FK Sutjeska Nikšić \| 79 \| 36 \| 24 \| 7 \| 5 \| 55 \| 23 \| +32 \| \| 2 \| FK Budućnost Podgorica T \| 57 \| 36 \| 14 \| 15 \| 7 \| 44 \| 30 \| +14 \| \| 3 \| FK Mladost Podgorica C \| 51 \| 36 \| 12 \| 15 \| 9 \| 42 \| 33 \| +9 \| \| 4 \| OFK Grbalj Radanovići \| 50 \| 36 \| 12 \| 14 \| 10 \| 39 \| 39 \| 0 \| \| 5 \| FK Rudar Pljevlja \| 49 \| 36 \| 13 \| 10 \| 13 \| 32 \| 28 \| +4 \| \| 6 \| FK Zeta Golubovci \| 49 \| 36 \| 12 \| 13 \| 11 \| 40 \| 35 \| +5 \| \| 7 \| FK Iskra Danilovgrad \| 45 \| 36 \| 12 \| 9 \| 15 \| 33 \| 34 \| -1 \| \| 8 \| FK Kom P \| 43 \| 36 \| 11 \| 10 \| 15 \| 36 \| 45 \| -9 \| \| 9 \| OFK Petrovac \| 38 \| 36 \| 9 \| 11 \| 16 \| 25 \| 40 \| -15 \| \| 10 \| FK Dečić Tuzi \| 21 \| 36 \| 3 \| 12 \| 21 \| 25 \| 64 \| -39 \| | Qualifications européennes - 1er : 1er tour de qualification en Ligue des champions 2018-2019 - 2e et 3e et C : 1er tour de qualification en Ligue Europa 2018-2019 Relégations - 8e et 9e : Barrage de relégation en Druge Liga 2018-2019 - 10e : Relégation en Druge Liga 2018-2019 - T : Tenant du titre - C : Vainqueur de la Crnogorski fudbalski kup 2017-2018 - P : Promu de Druge Liga 2016-2017 |     |    |    |    |    |    |    |      |
| Rang | Équipe | Pts | J  | G  | N  | P  | Bp | Bc | Diff |
| 1 | FK Sutjeska Nikšić | 79  | 36 | 24 | 7  | 5  | 55 | 23 | +32  |
| 2 | FK Budućnost Podgorica T | 57  | 36 | 14 | 15 | 7  | 44 | 30 | +14  |
| 3 | FK Mladost Podgorica C | 51  | 36 | 12 | 15 | 9  | 42 | 33 | +9   |
| 4 | OFK Grbalj Radanovići | 50  | 36 | 12 | 14 | 10 | 39 | 39 | 0    |
| 5 | FK Rudar Pljevlja | 49  | 36 | 13 | 10 | 13 | 32 | 28 | +4   |
| 6 | FK Zeta Golubovci | 49  | 36 | 12 | 13 | 11 | 40 | 35 | +5   |
| 7 | FK Iskra Danilovgrad | 45  | 36 | 12 | 9  | 15 | 33 | 34 | -1   |
| 8 | FK Kom P | 43  | 36 | 11 | 10 | 15 | 36 | 45 | -9   |
| 9 | OFK Petrovac | 38  | 36 | 9  | 11 | 16 | 25 | 40 | -15  |
| 10 | FK Dečić Tuzi | 21  | 36 | 3  | 12 | 21 | 25 | 64 | -39  |

Source : Classement officiel sur le site de la Fédération du Monténégro de football
L'OFK Grbalj Radanovići, 4e du championnat, ne parvient pas à obtenir de licence UEFA. La place est donc redistribuée au 5e du championnat, le FK Rudar Pljevlja.

### Barrage de promotion-relégation
À la fin de la saison, un match de barrage de promotion-relégation oppose le huitième de première division au second de deuxième division et le neuvième de première division au troisième de deuxième division.
| 30 mai 2018 | FK Kom Podgorica | 0-0   | FK Lovćen Cetinje |  |
|             |                  | (0-0) |                   |  |

| 30 mai 2018 | OFK Mladost Lješkopolje | 0-3   | OFK Petrovac |  |
|             |                         | (0-2) |              |  |

| 3 juin 2018 | FK Lovćen Cetinje | 2-1 | FK Kom Podgorica |  |  |
|             |                   |     |                  |  |  |

| 3 juin 2018 | OFK Petrovac | 2-2 | OFK Mladost Lješkopolje |  |  |
|             |              |     |                         |  |  |

## Bilan de la saison
| Championnat du Monténégro de football 2017-2018      |                               |
| Champion                                             | FK Sutjeska Nikšić (3e titre) |
| Coupes et trophées                                   |                               |
| Vainqueur de la Coupe du Monténégro 2017-2018        | FK Mladost Podgorica          |
| Qualifications continentales                         |                               |
| Ligue des champions de l'UEFA 2018-2019              | FK Sutjeska Nikšić            |
| Ligue Europa 2018-2019                               | FK Mladost Podgorica          |
| Ligue Europa 2018-2019                               | FK Budućnost Podgorica        |
| Ligue Europa 2018-2019                               | FK Rudar Pljevlja             |
| Promotions et relégations                            |                               |
| Promus en Championnat du Monténégro de football D1   | FK Mornar Bar                 |
| Promus en Championnat du Monténégro de football D1   | FK Lovćen Cetinje             |
| Relégués en Championnat du Monténégro de football D2 | FK Dečić Tuzi                 |
| Relégués en Championnat du Monténégro de football D2 | FK Kom Podgorica              |